# Banksula tutankhamen
Banksula tutankhamen is een hooiwagen uit de familie Phalangodidae. De wetenschappelijke naam van Banksula tutankhamen werd voor het eerst geldig gepubliceerd door Darrell Ubick en Thomas S. Briggs in 2002.
Zoals alle Banksula-soorten leeft deze als troglodiet in grotten. Ze is genoemd naar de typelocatie, King Tut Cave, een grot in Calaveras County (Californië).